# Hidarnes II
Hidarnes II (em grego: Ιδάρνης; romaniz.: Hydárnēs; em persa antigo: 𐎻𐎡𐎭𐎼𐎴; romaniz.: Vidṛna), foi um oficial militar do Império Aquemênida, ativo no século V a.C. durante o reinado do xainxá Xerxes I (r. 486–465 a.C.). 

## Nome
Hidarnes (Hydárnēs) é a transliteração grega do persa antigo Vidṛna, que por sua vez se relaciona ao elamita Mitarna, Miturna, ao babilônico Úmidārnaʾ e Ú(ʾ)dārna-ʾ, ao lício Widrñna- e talvez ao aramaico Wdrn. Em grego, o nome ainda foi registrado como Idérnēs e Idárnēs, e em latim como Idarnes. No que diz respeito à etimologia desse antropônimo, ainda há debates a respeito de seu significado. L. Isebaert, por exemplo, propôs que significaria "aquele que está perfurando o culpado".

## Vida
Hidarnes era filho de Hidarnes I, um oficial ativo durante o reinado de Dario I (r. 522–486 a.C.), e irmão de Sisâmnes. Presume-se que tenha sucedido a seu pai como sátrapa da Armênia, a julgar que os descendentes de seu pai manteriam a província ao longo dos séculos subsequentes. Em 499 a.C., segundo Heródoto, esteve envolvido com a queda do tirano Milcíades de Quersoneso da Trácia. No reinado de Xerxes I (r. 486–465 a.C.), foi um dos comandantes da Segunda invasão persa da Grécia em 480 a.C.. Foi nomeado líder do contingente de 10 mil Imortais, enquanto seu irmão comandava os contingentes arianos. No primeiro dia da Batalha das Termópilas (agosto ou setembro), liderou os Imortais contra a falange dos espartanos sob Leônidas I, mas uma tentativa de avanço falhou. No segundo dia, um residente local chamado Efialtes traiu os gregos ao contar aos persas sobre um caminho escondido de cabras nas Termópilas. Isso permitiu que Hidarnes e seus Imortais passassem por trás dos espartanos, téspios e tebanos e, como resultado, os derrotassem.
No rescaldo da derrota persa na Batalha de Salamina (setembro), Xerxes decidiu retornar à Ásia, deixando um grande exército sob o comando de Mardônio, que incluía os Imortais. Em outra versão relatada por Heródoto, Hidarnes, sob comando de Xerxes, liderou o exército de Eião, no rio Estrimão, de volta ao Helesponto, levando consigo os Imortais. O mesmo autor, por conseguinte, relatou o encontro de Hidarnes com os espartanos Búlis e Espértias, que se voluntariaram como sacrifícios em compensação à execução dos emissários persas pelo rei Leônidas anos antes. Nada mais se sabe sobre Hidarnes depois disso. No último cartel do século V a.C., dois descendentes dele, quiçá seus netos, continuaram a ocupar posições influentes na Pérsia: Tissafernes tornou-se sátrapa da Lídia e Cária nos anos 413-395 a.C. e Hidarnes III era sogro do xainxá Artaxerxes II (r. 405/4–359/8 a.C.) e sátrapa da Armênia.